# 島根県道287号静間久手停車場線
島根県道287号静間久手停車場線（しまねけんどう287ごう しずまくてていしゃじょうせん）は、島根県大田市を通る一般県道である。

## 概要
大田市静間町とJR西日本山陰本線 久手駅に至る。

### 路線データ
- 起点：大田市静間町（国道9号交点）
- 終点：大田市久手町波根西（JR西日本山陰本線 久手駅前、島根県道286号池田久手停車場線終点）

## 歴史
- 1966年（昭和41年）3月29日 - 島根県告示第423号により認定される。
- 1972年（昭和47年）頃 - 現行の県道番号に変更される。

## 路線状況

### 重複区間
- 島根県道174号和江港大田市停車場線（大田市鳥井町鳥井）
- 島根県道286号池田久手停車場線（大田市鳥井町鳥越 - 大田市久手町波根西（終点））

## 地理

### 通過する自治体
- 大田市

### 交差する道路
| 交差する道路                                   | 交差する場所 | 交差する場所 |
| ---------------------------------------------- | ------------ | ------------ |
| 国道9号                                        | 静間町       | 起点         |
| 島根県道174号和江港大田市停車場線 重複区間起点 | 鳥井町鳥井   |              |
| 島根県道174号和江港大田市停車場線 重複区間終点 | 鳥井町鳥井   |              |
| 島根県道286号池田久手停車場線 重複区間起点     | 鳥井町鳥越   |              |
| 島根県道233号久手港線                          | 久手町波根西 |              |
| 島根県道286号池田久手停車場線 重複区間終点     | 久手町波根西 | 終点         |

### 沿線
- 大田市立静間小学校
- 大田市立鳥井小学校
- 静ヶ窟
- 鳥井海水浴場
- 久手海水浴場
- JR西日本山陰本線 久手駅